# Б'єрн Лінд
Б'єрн Лінд  (швед. Björn Lind; 22 березня 1978) — шведський лижник, олімпійський чемпіон.

## Виступи на Олімпіадах
| Олімпіада           | Дисципліна       | Місце |
| ------------------- | ---------------- | ----- |
| Солт-Лейк-Сіті 2002 | спринт           | 4     |
| Турин 2006          | спринт           | 1     |
| Турин 2006          | командний спринт | 1     |
| Ванкувер 2010       | спринт           | 19    |

## Зовнішні посилання
- Досьє на sport.references.com [Архівовано 11 січня 2012 у Wayback Machine.]